# Banda presidencial de Guatemala
La banda presidencial de Guatemala es el emblema oficial e insignia suprema, utilizado por el presidente de la República de Guatemala como símbolo del poder al que corresponde. El presidente la utiliza para ceremonias oficiales y protocolarias.
La Banda está hecha de seda y con los colores de la Bandera Nacional de Guatemala, están colocados horizontalmente en tres franjas de 6 centímetros cada una y de longitud variable, dependiendo la altura de la persona. Se coloca del hombro derecho a la cadera izquierda y lleva puestas dos rosetas de la misma tela en los extremos -de las cuales penden borlas de hilo de oro.
La Banda Presidencial a la altura del pecho lleva el Escudo Nacional, el cual mide 12 centímetros de diámetro y se sitúa en el eje vertical, en el centro de la franja blanca. La banda presidencial, junto a la Orden del Quetzal, las llaves de la constitución, el bastón del mando militar y el botón presidencial son las insignias supremas de la nación. La banda presidencial tiene un costo aproximado de 950 quetzales (que equivalen a unos 123 dólares estadounidenses).

## Historia

### Fundación de la República de Guatemala
En la fundación de la República de Guatemala, el capitán general Rafael Carrera, portó la banda presidencial, con los colores instruidos en ella.

### Modificaciones
Tras la caída de Carrera en 1848, la banda ya no fue utilizada, sino hasta que Carrera volvió a ser presidente, en 1851, ésta se volvió a utilizar.

#### Gobierno liberal
Tras la caída de los conservadores, la banda fue nuevamente instruida durante el gobierno del general Miguel García Granados, con los colores de la nueva bandera nacional que fue decretada el 17 de agosto de 1871.

### Actualidad
Desde el decreto de García Granados, la banda fue utilizada por gran mayoría de los presidentes sucesores.

## Galería

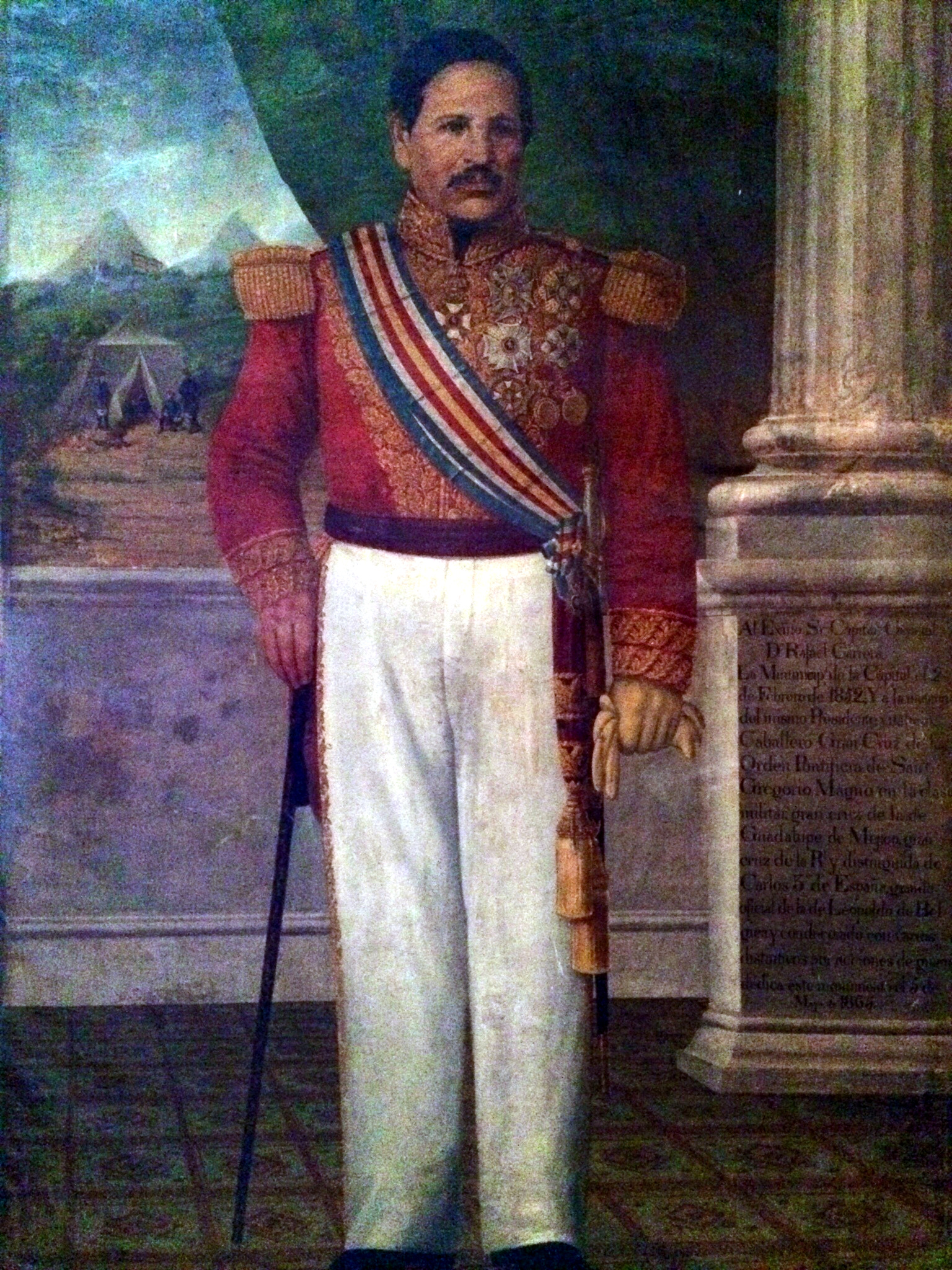
Obsérvese que la banda presidencial tiene los colores de la bandera de Guatemala instituida en 1858.
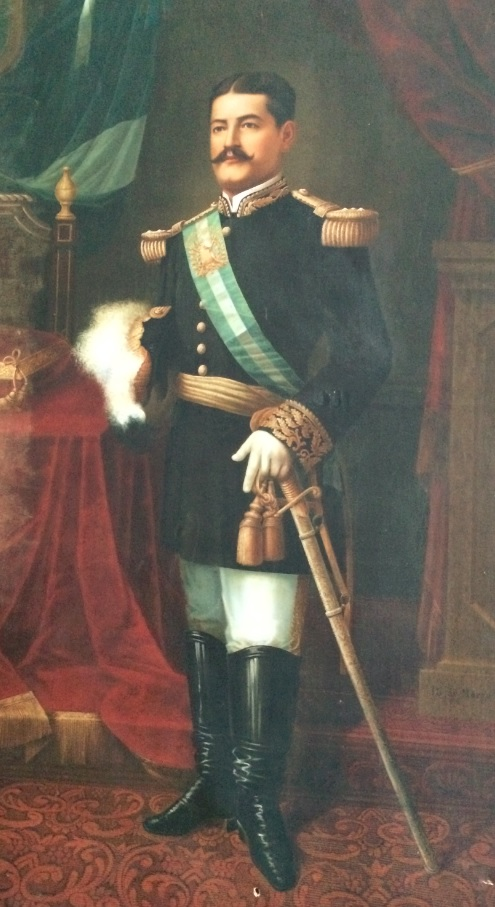
José María Reyna Barrios en su toma de posesión.
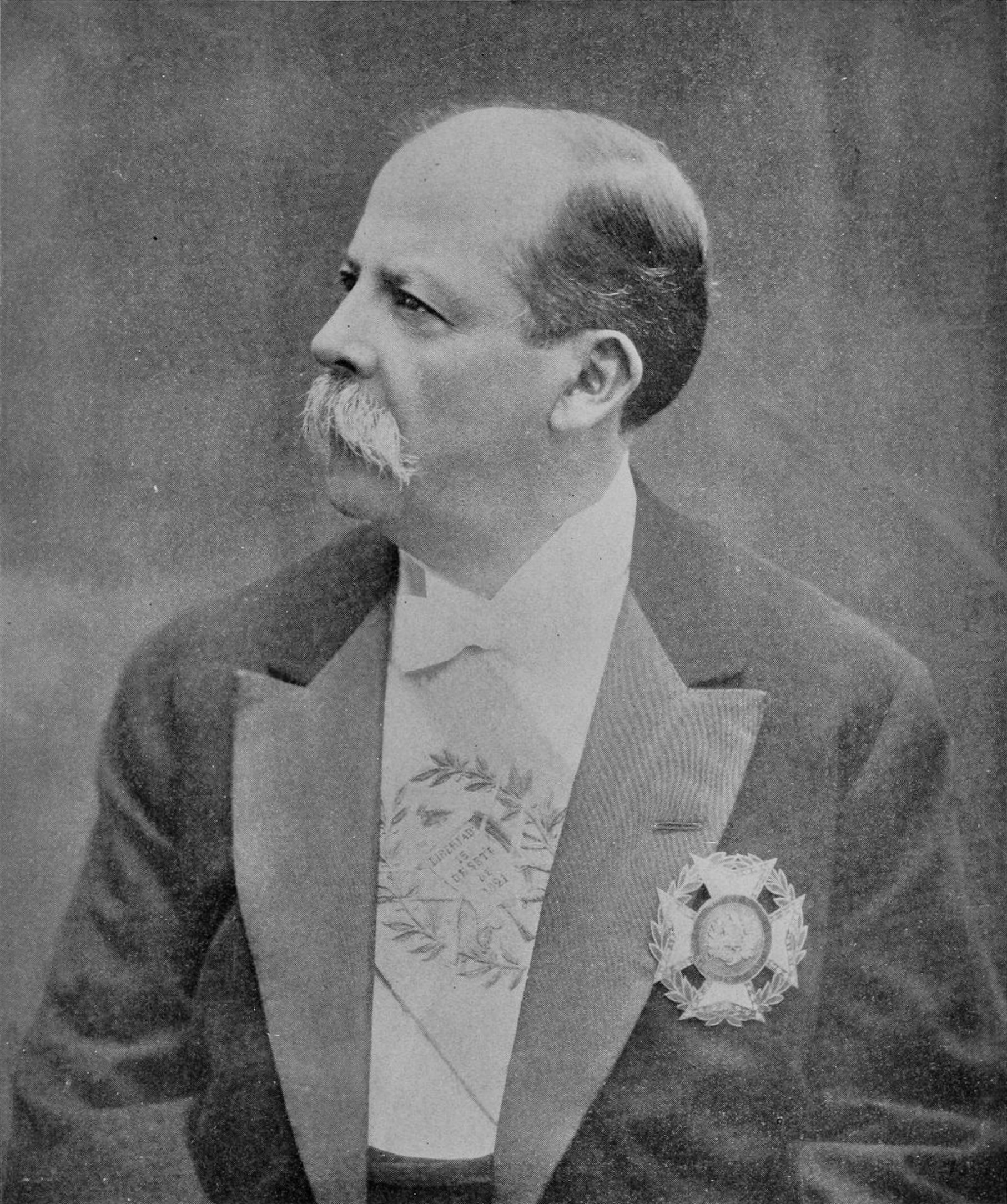
Manuel Estrada Cabrera con la banda presidencial y portando la orden.
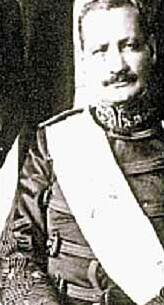
José Orellana portando la banda.
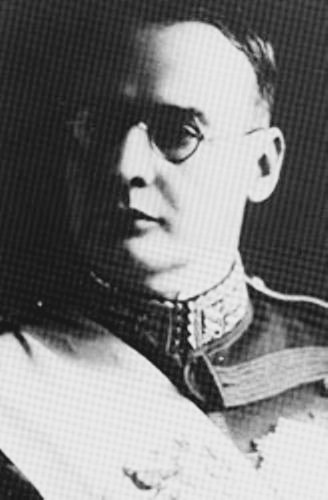
Lázaro Chacón investido con la banda.
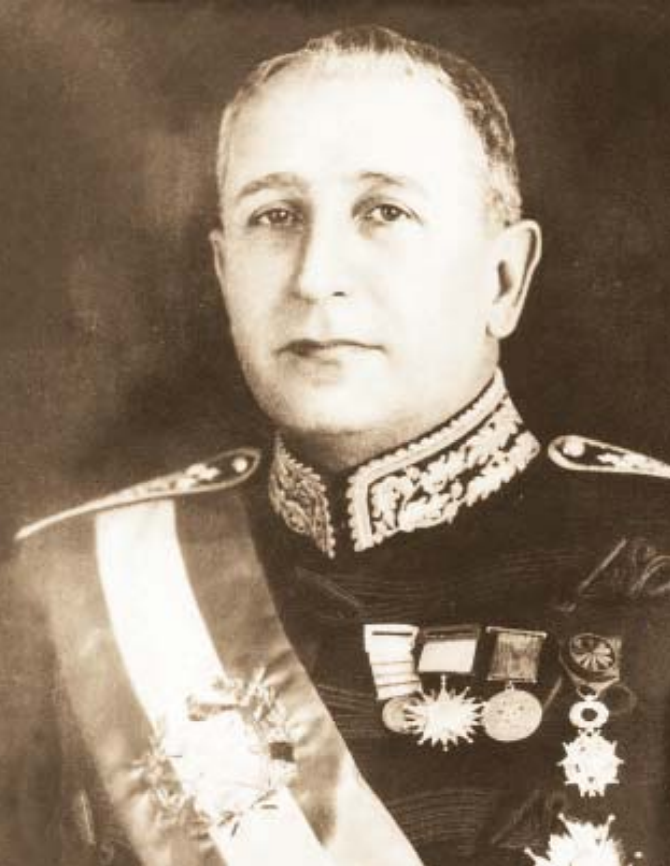
Ubico el día de su posesión.
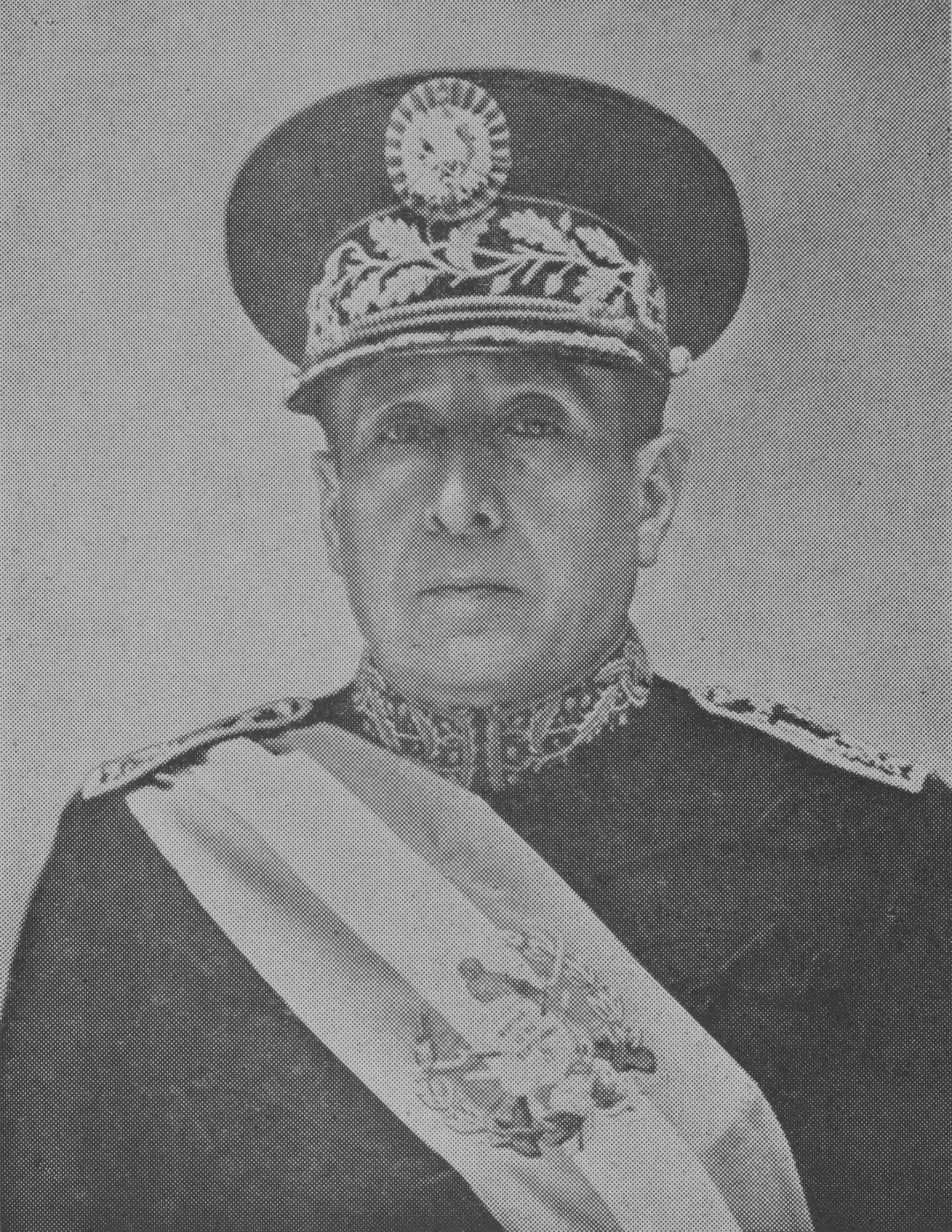
Ponce Vaides portando la banda.
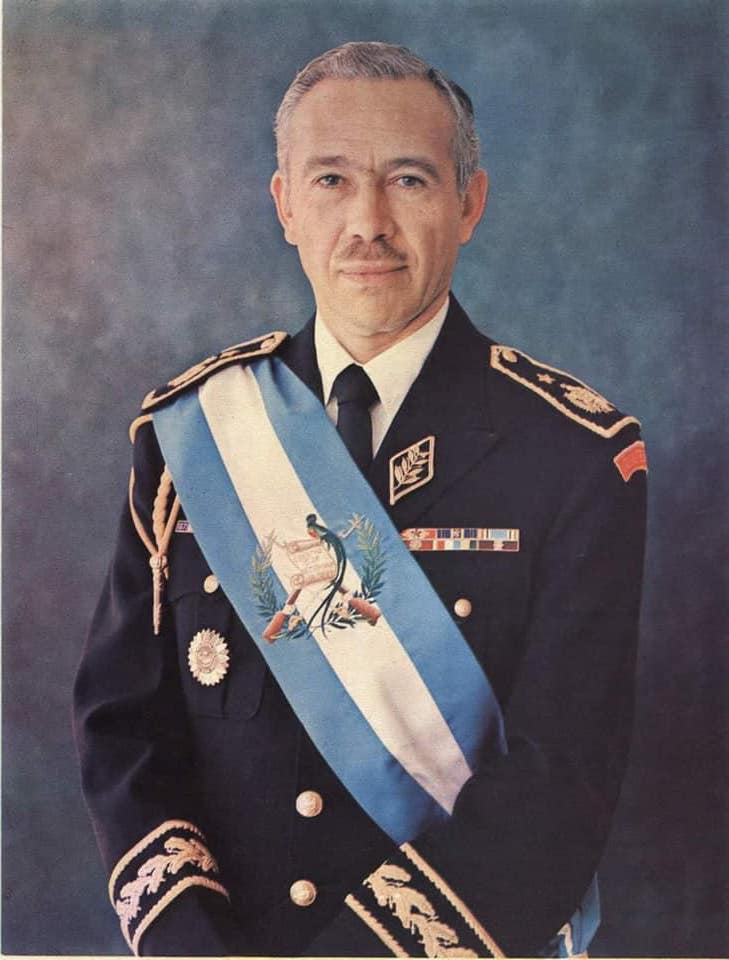
Kjell Laugerud García portando la banda
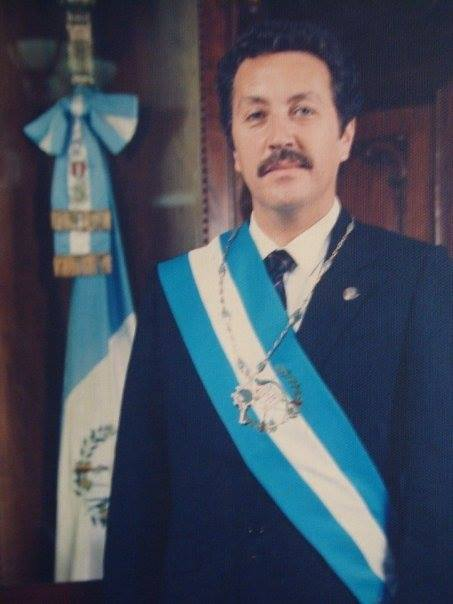
Vinicio Cerezo portando la banda
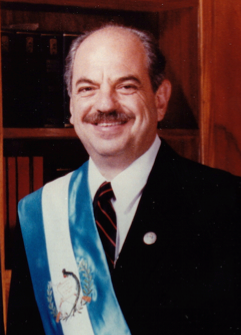
Jorge Serrano portando la banda
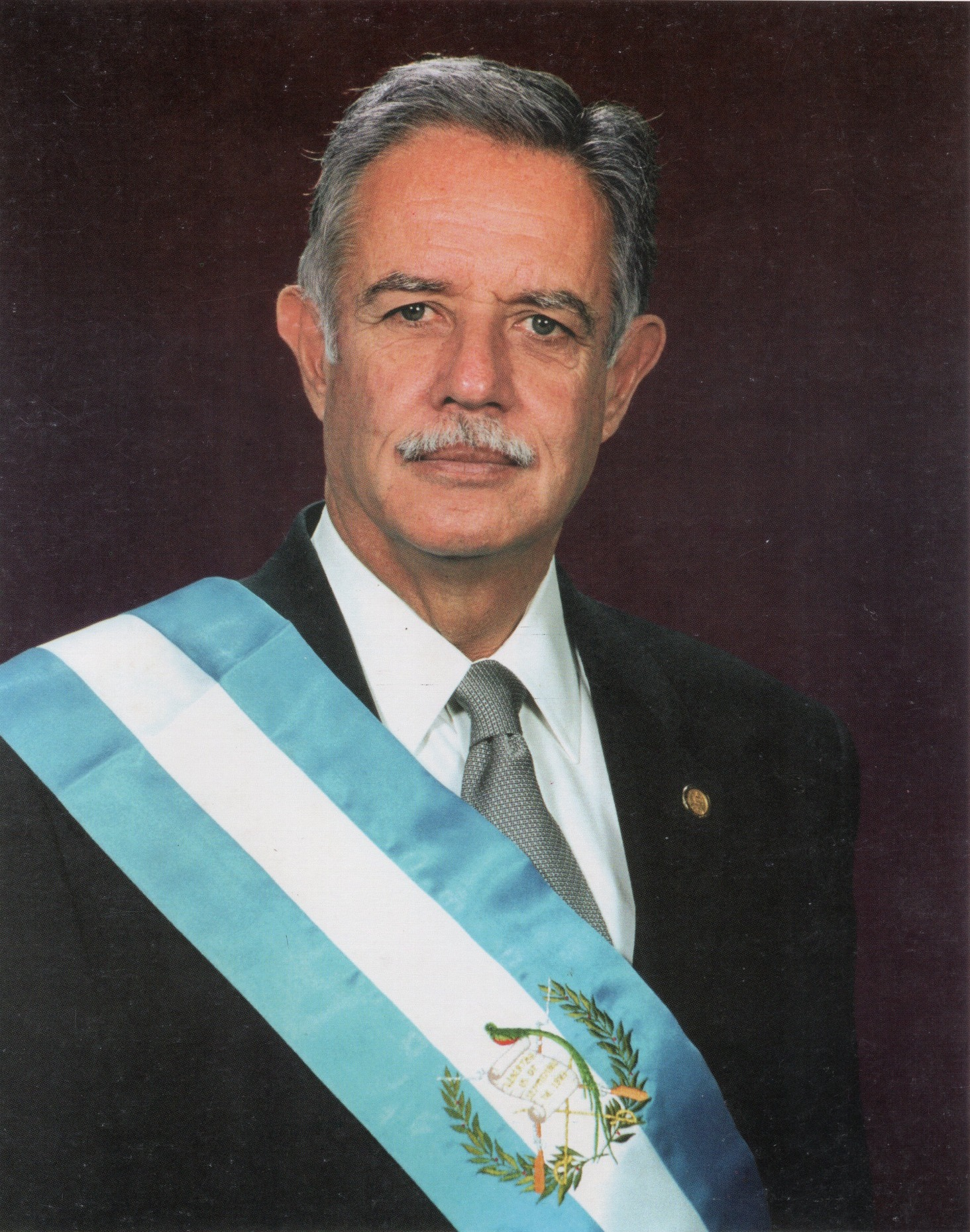
Óscar Berger portando la banda
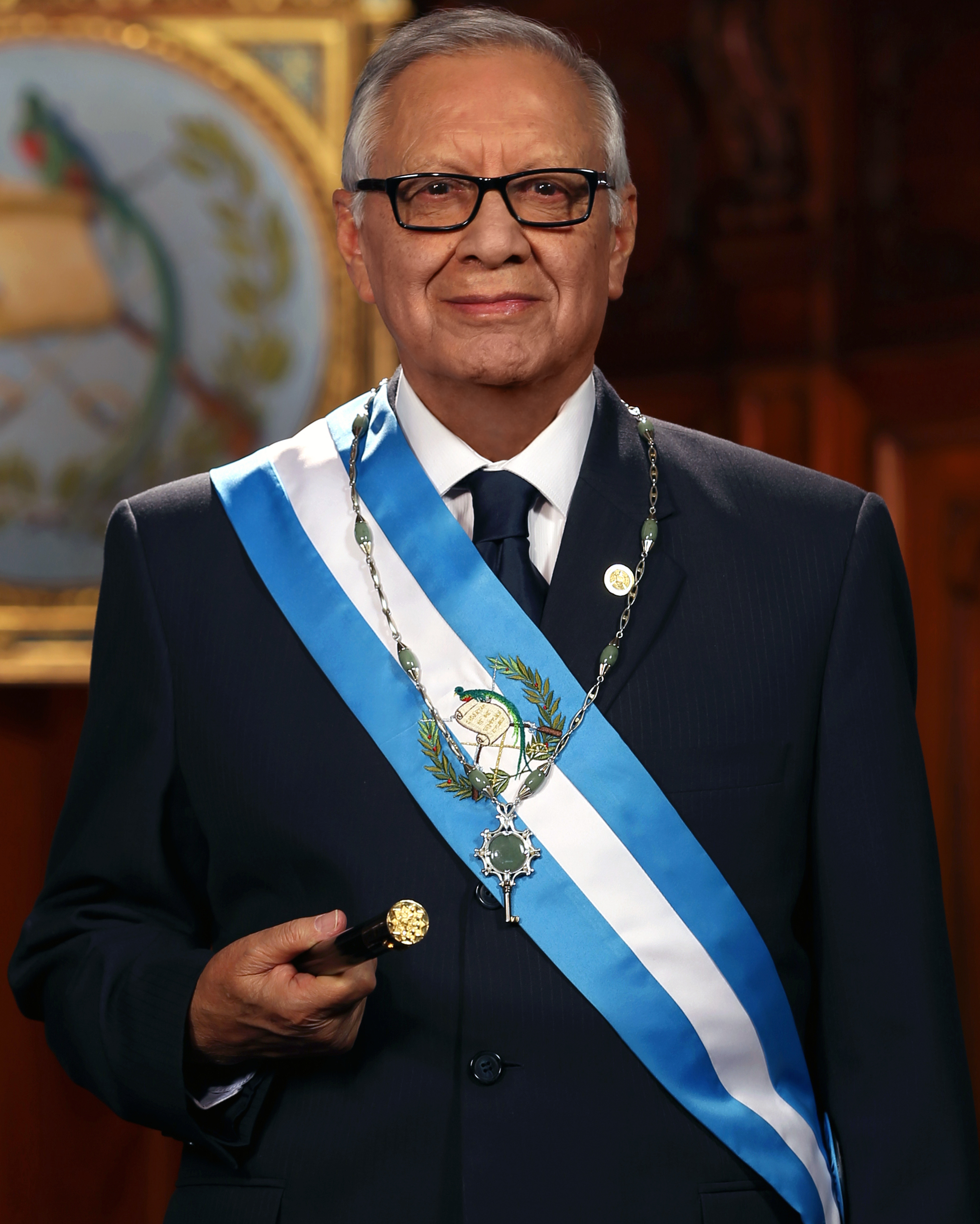
Alejandro Maldonado portando la banda